# 1998
Évszázadok: 19. század – 20. század – 21. század
Évtizedek: 1940-es évek – 1950-es évek – 1960-as évek – 1970-es évek – 1980-as évek – 1990-es évek – 2000-es évek – 2010-es évek – 2020-as évek – 2030-as évek – 2040-es évek
Évek: 1993 – 1994 – 1995 – 1996 –  1997 – 1998 – 1999 – 2000 – 2001 – 2002 – 2003

## Események

### Január
- január 14. – A magyar-román határon fekvő Békés megyei városban, Gyulán egy máig azonosítatlan elkövető megölte a 7 és fél éves Szathmáry Nikolettet.
- január 15. – A keleti területek reintegrációjával helyreáll Horvátország területi egysége.

### Február
- február 3. – A dél-tiroli Cavalesében az amerikai légierő túl alacsonyan szálló Grumman EA-6B Prowler vadászgépe letépi a Monte Cermisre vivő függővasút kábelét. (A lezuhanó kabinban 20 utasa életét veszíti.)
- február 11.
  - A moszkvai Társadalomtudományi Tudományos Információs Intézetben (INION) ünnepélyesen felavatják az európai biztonsági ügyekkel foglalkozó NATO Dokumentációs Központot.
  - A kora esti csúcsforgalomban, a budai Margit utcában, saját autójában lelövik Fenyő János médiavállalkozót, aki a helyszínen meghal. (A nyomozást hivatalosan 2002-ben lezárták, de 2005-ben újraindították.)[1]
- február 12. – Szudánban lezuhan az ország alelnökét (El-Zubair Mohamed Salih) és több katonai vezetőt szállító repülőgép.
- február 16. - Elindult Magyarország legnagyobb kereskedelmi rádiója, a Sláger Rádió.
- február 18. – A Sínai-félszigeten – egy közúti balesetben – két magyar békefenntartó katona életét veszti, egy harmadik könnyebb sérülést szenved. (A tragédia oka gyorshajtás.)
- február 20. – A NATO bejelenti, hogy kész Bosznia-Hercegovinában multinacionális erő megszervezésére és vezetésére az SFOR mandátumának 1998 júniusában esedékes lejárta után, ha az ENSZ BT erre felhatalmazza.
- február 25. – A NATO főtitkára üdvözli – az ENSZ főtitkára és Irak között létrejövő –, az iraki válság diplomáciai megoldásáról szóló egyezséget.

### Március
- március 4. – Az Észak-atlanti Tanács üdvözli az ENSZ BT 1154. számú – Irakra vonatkozó – határozatát és teljes támogatásáról biztosítja az ENSZ azon törekvését, amely Iraktól megköveteli a határozat maradéktalan betartását.
- március 11. – Az EAPC-országok nagykövetei és képviselői megvitatják a súlyos koszovói fejleményeket és meghatározzák a békés rendezéshez szükséges feltételeket.
- március 31.
  - Magyarország megkezdi a csatlakozási tárgyalásokat az Európai Unióval.[2]
  - Szlovénia megkezdi a csatlakozási tárgyalásokat az Európai Unióval.[3]

### Április
- április 5. – Átadják a forgalomnak a világ legnagyobb támaszközű (1991 m) függőhídját, az Akasi Kaikjó hidat a Japánban lévő Kóbe városa mellett.
- április 7. – Hivatalosan felavatják a NATO brüsszeli központja melletti Manfred Wörner szárnyépületet, ahol a partnerországok NATO diplomáciai missziói kapnak helyet.
- április 10. – Nyolc északír politikai párt képviselője, Tony Blair brit és Bertie Ahern ír kormányfő Belfastban aláírja a nagypénteki megállapodást.[4]
- április 25. – Magyarországon a sorkatonai szolgálat megszűnése a Határőrségnél
- április 27–28. – Pozsonyban EAPC–szemináriumot rendeznek a védelmi kiadások demokratikus ellenőrzésének témájában.

### Május
- május 10. – Országgyűlési választások Magyarországon.[5]
- május 20. – Az Észak-atlanti Tanács nyilatkozatban ítéli el Indiát a nukleáris robbantások végrehajtásáért.
- május 24. – Az országgyűlési választások második fordulója Magyarországon.
- május 25. – Az európai felsőoktatási harmonizációs folyamat kezdete: Párizsban az egyetem megalapításának 800 éves évfordulója alkalmából Franciaország, Nagy-Britannia, Olaszország és Németország oktatási miniszterei aláírják a sorbonne-i nyilatkozatot, a hallgatói és oktatói mobilitás megteremtésének, valamint a végzettségek összehasonlíthatóságának és kölcsönös elismerésének alapokiratát.
- május 29. – Az EAPC égisze alatt létrehozzák a NATO-ban az Euro-atlanti Katasztrófa Elhárítási Koordinációs Központot (EADRCC).

### Június
- június 9. – Nigériában Sani Abacha tábornok halálát követően Abdulsalami Abubakar kerül az elnöki székbe.[6]
- június 17–19. – A szlovéniai Ljubljanában megrendezik a NATO éves közgazdasági kollokviumát az együttműködő partnerországok gazdasági fejlődéséről és reformjairól.
- június 21. – Létrejön a Magyar Koalíció Pártja Szlovákiában.

### Július
- július 2. – Merénylet az Aranykéz utcában Budapesten. (4 halott, köztük az alvilágban közismert Boros Tamás.)[7]
- július 8. – Orbán Viktor alakít kormányt.[8]
- július 24. – Orbán Viktor magyar kormányfő látogatást tesz a NATO központjában.

### Augusztus
- augusztus 1. – Orbán Viktor miniszterelnök kinevezi Stefán Gézát a Katonai Biztonsági Hivatal főigazgatójává.[9]
- augusztus 12. – Sopron város önkormányzata kirobbantja a vagyonkezelési botrányt, ezzel kezdetét veszi a Globex Holding bukása.
- augusztus 15. – A májusi népszavazáson Észak-Írországban elfogadott megállapodást ellenző, a katolikus Ír Köztársasági Hadseregből (IRA) kivált Valódi IRA 29 áldozatot követelő bombamerényletet hajt végre Omagh városában.
- augusztus 22–23. – Kecskeméti repülőnapok.

### Szeptember
- szeptember 1.
  - Orbán Viktor miniszterelnök Mellár Tamást nevezi ki a Központi Statisztikai Hivatal elnökének,[10] az előző nap menesztett Katona Tamás helyére.[11]
  - Pokolgép robban Algír Bab el-Ved negyed piac-terén, aminek következtében 17 ember meghal és 61 megsebesül.
- szeptember 4. – Larry Page és munkatársa megalapítja a Google Inc.-et.
- szeptember 24. – Az Észak-atlanti Tanács készültségi tervet hagy jóvá egy Koszovóval kapcsolatos korlátozott légi csapásra és fokozatos légi támadásra.
- szeptember 24–25. – A NATO védelmi miniszterei nem hivatalos találkozót tartanak a portugáliai Vilamourában.
- szeptember 30. – Klaus Naumann tábornok, a NATO Katonai Bizottságának elnöke háromnapos látogatást tesz Magyarországon.

### Október
- október 12. – Holbrooke–Milošević egyezmény a koszovói rendezésről.
- október 17. – Az északír békefolyamatban játszott szerepéért David Trimble, a protestánsok és John Hume, a katolikusok legnagyobb pártjának elnöke Nobel-békedíjat kap.
- október 18. – Helyi önkormányzati választások Magyarországon.[12]
- október 20.
  - Wesley Clark amerikai tábornok (SACEUR) Belgrádban megbeszélést folytat a szerb vezetéssel a koszovói válságról.
  - Radu Vasile román kormányfő látogatása a NATO–központban.
- október 24–25. – Klaus Naumann tábornok, a NATO Katonai Bizottságának elnöke és Wesley Clark amerikai tábornok (SACEUR) ismét Belgrádba utazik, hogy a koszovói válságról tárgyaljon a szerb vezetőkkel.
- október 27. – Választási vereségét követően, 16 év után távozik posztjáról Helmut Kohl, Németország szövetségi kancellárja, utóda Gerhard Schröder lesz.[13]
- október 30. – Mikuláš Dzurinda Szlovákia új miniszterelnöke.

### November
- november 1.
  - Chladek István ezredes váltja a Nemzetbiztonsági Szakszolgálat élén[14] Hevesi Tóth Ferenc vezérőrnagyot;[15] ugyanakkor Vitus Tibor vezérőrnagyot[16] Dobokay Gábor ezredes váltja fel a Nemzetbiztonsági Hivatal élén.[17] Az Információs Hivatal főigazgatójává pedig Pető Tibort nevezi ki a kormányfő.[18]
- november 2. – Buenos Airesben 180 ország részvételével ENSZ-konferencia kezdődik az üvegházhatás káros következményeinek csökkentése érdekében.
- november 4. – Magyarország nevében Martonyi János átveszi Strasbourgban Görögországtól az ET Miniszteri Tanácsának soros elnöki tisztét.
- november 5. – Kárpátalján a rendkívüli esőzések következtében medrükből kilépő folyók 400 ezer ember lakóhelyét öntik el. A Tiszán levonuló árhullám Magyarországon is súlyos helyzetet teremt.
- november 11. – Az izraeli kormány ratifikálja a „Földet békéért” szerződést a palesztinokkal.
- november 13. – Bill Clinton beleegyezik abba, hogy 850 000 dollárt fizet Paula Jonesnak azért, hogy ejtse a szexuális zaklatás vádját.
- november 13. – A brazil gazdaság összeomlását nemzetközi összefogással sikerül megakadályozni egy, összesen 41 milliárd dolláros hitelcsomag segítségével.
- november 14. – Zala megyében gázkitörés miatt három falu (Bak, Bocfölde és Sárhida) lakóit kitelepítik.
- november 20.
  - Az amerikai dohánygyárak és 46 szövetségi állam megállapodást kötnek, ahol a dohánygyárak 25 év alatt 206 milliárd dollár megfizetését vállalták a dohányzás káros hatásainak csökkentésére.
  - Oszáma bin Láden menedéket kap az afgán tálib milíciától.
- november 23. – Az Európai Unió mezőgazdasági miniszterei feloldják a brit marhahús exporttilalmát, melyet még a kergemarha-kór miatt vezettek be.
- november 24. – A Szövetséges Fegyveres Erők Dél-európai Főparancsnokságán (AFSOUTH) megnyílik a magyar összekötő iroda.
- november 26. – Joachim Spiering német tábornok, a Szövetséges Fegyveres Erők közép-európai főparancsnoka háromnapos látogatást tesz Magyarországon.

### December
- december 29. – A magyar Országgyűlés elfogadja a Magyar Köztársaság biztonság- és védelempolitikájának alapelveiről szóló, a NATO–csatlakozással összefüggő határozatot.

### Határozatlan dátumú események
- az év folyamán –
  - Budapesten, Kőbányán megnyílik a Magyarországi Lengyelség Múzeuma és Levéltára (Lengyel Múzeum).
  - Kisebb polgárháború a Salamon-szigeteken.
  - Az Európai Unió és az Egyesült Államok bevezetik az első szankciókat a fehérorosz Lukasenka-rezsim ellen.[19]

## Az év témái

### 1998 a filmművészetben
- Roland Emmerich: Godzilla
- Steven Spielberg: Ryan közlegény megmentése
- Tony Kaye: Amerikai história X
- Guy Ritchie: A Ravasz, az Agy és két füstölgő puskacső
- Michael Bay: Armageddon
- Stephen Norrington: Penge
- Alex Proyas: Dark City
- Brett Ratner: Csúcsformában
- Martin Campbell: Zorro álarca
- Eric Darnell, Tim Johnson: Z, a hangya
- Nancy Meyers: Apád-anyád idejöjjön!
- John Fortenberry: Diszkópatkányok
- Shekhar Kapur: Elizabeth
- Randall Wallace: A vasálarcos
- Betty Thomas: Dr. Dolittle
- Gérard Pirès: Taxi
- Rob Bowman: X-akták – Szállj harcba a jövő ellen
- Barry Levinson: A gömb
- Gus Van Sant: Psycho
- Mark Christopher: 54
- Emir Kusturica: Macska-jaj
- Harold Becker: A kód neve: Merkúr

### 1998 a légi közlekedésben
- szeptember 2. – A Swissair 111-es járatának katasztrófája

### 1998 a sportban
- február 7. – február 22. XVIII. Téli olimpiai játékok Nagano, Japán, 72 ország részvételével.
- június 10.–július 12. 1998-as labdarúgó-világbajnokság, Franciaország, Világbajnok a hazai csapat, Franciaország első alkalommal hódítja el a világbajnoki címet.
- Mika Häkkinen nyeri a Formula–1-es világbajnoki címet a McLaren-Mercedes csapattal.
- A Újpest nyeri az NB1-et. Ez a klub 20. bajnoki címe.

### 1998 a televízióban
- február 9. – A Paula és Paulina című teleregény elindítása Mexikóban. A sorozatot rengeteg országban sugározták, Magyarországon elsőként az RTL Klub kereskedelmi csatorna sugározta 1999-ben.
- augusztus 1. – A magyar Nickelodeon megkezdi adását az Msat-on.
- október 7. – A Bűbájos boszorkák című természetfölötti sorozat elindítása Amerikában.
- szeptember 4. – A Who Wants to Be a Millionaire? című kvízműsor a világon először kerül képernyőre, az Egyesült Királyságban.
- szeptember 21. – A Férjek gyöngye című komédia sorozat elindítása Amerikában.
- Új tv-csatorna indul Zone Romantica néven
- október 26. – A Barátok közt című hosszú életű szappanopera elindítása Magyarországon az RTL Klubon. A sorozat 2021. július 17-én megszűnt.
- november 16. – A Vad angyal című teleregény elindítása Argentínában. A sorozatot több tucat országban vetítették, köztük Magyarországon is, ahol első adóként a TV2 kereskedelmi csatorna sugározta 2000 és 2001 között.

### 1998 a tudományban
- március 2. – A Galileo űrszonda adatokat küldött a Jupiter Europa holdjáról, amelyekből kiderült, hogy a jég-kérge alatt folyékony óceán található.
- november 1. – Fellövik az Iridium műholdcsalád első tagját.
- november 20. – A Zarja modul pályára állításával kezdetét veszi a Nemzetközi Űrállomás építése

### 1998 a zenében
- Ace of Base: Flowers / Cruel Summer
- Aerosmith: I Don’t Want to Miss a Thing
- Auth Csilla: Egy elfelejtett szó
- Aradszky László: Lady D.
- Amanda Lear: Back in Your Arms
- Baby Sisters: Hoppá!!!
- Bestiák: Nem kérek mást
- Beck: Mutations
- Blind Guardian: Nightfall in Middle-Earth
- Bonnie Tyler: All in One Voice
- Bosson: The Right Time
- Bon-Bon: Nem vagyunk mi angyalok
- C-Block: Keepin' It Real
- Boyzone: Where We Belong
- Brandy: Never Say Never
- Bryan Adams: On a Day Like Today
- Cappella: Cappella
- Charlie: Fűszer cseppenként
- Céline Dion: S'il suffisait d'aimer / These Are Special Times
- C’est La Vie: C’est La Vie
- Cher: Believe
- Dolly Roll: Dolly Roll ReMix '98 /  Vakáció-ó-ó '98 koncertalbum
- DJ BoBo: Magic
- Nana: Father
- Zalatnay Sarolta: Fák, virágok, fény
- Destiny’s Child: Destiny’s Child
- Debelah Morgan: It’s Not Over
- Edda Művek: Fire and Rain / Best of Edda 1988–1998
- East 17: Resurrection
- Emilia Rydberg: Big Big World
- Enrique Iglesias: Cosas del Amor
- Edguy: Vain Glory Opera
- Zámbó Jimmy: Fogadj örökbe
- Dana International: Diva ha-osef
- Five: 5ive
- Fresh: Itt Vagyunk!
- Garbage: Version 2.0
- George Michael: Ladies & Gentlemen: The Best of George Michael
- Halász Judit: Rendkívüli gyereknap / Halász Judit meséi
- Happy Gang: Te meg én
- Hip Hop Boyz: 5+
- Hooligans: Mesét, álmot, mámort
- Iron Maiden: Virtual XI
- Jazz+Az: Kalózok (filmzene)
- Kozmix: Kozmix a házban / Hitmix - Best Of Kozmix
- Kovács Ákos: I.D.S. / Ikon
- Korda György: Virágeső
- Laura Pausini: La mia risposta
- Lenny Kravitz: 5
- Madonna: Ray of Light
- Mariah Carey: #1’s
- Manhattan: Hetedik
- Manu Chao: Clandestino
- Modern Talking: Back for Good
- Motörhead: Snake Bite Love
- Monica: The Boy Is Mine
- Mike Oldfield: Tubular Bells III
- Nancy Sinatra: Sheet Music
- ’N Sync: NSYNC / Home for Christmas
- Nek : In due
- Nightwish: Oceanborn, Sacrament of Wilderness
- Nickelback: The State
- Pap Rita: Kölyökdisco
- Pearl Jam: Yield és Live on Two Legs
- Placebo: Without You I'm Nothing
- Regina: Situations
- Rebbie Jackson: Yours Faithfully
- Ricchi e Poveri: BMG Collection
- Ricky Martin: Vuelve
- Robbie Williams: I’ve Been Expecting You
- Scooter: No Time to Chill
- Snoop Dogg: Da Game Is to Be Sold, Not to Be Told
- Shygys: Shygys
- Soho Party: Best Of Collection 1993–1998
- Shakira: ¿Dónde están los ladrones?
- Suzi Quatro: Unreleased Emotion
- Szandi: Azok a szép napok
- Taylor Dayne: Naked Without You
- Timbaland: Tim's Bio: Life from da Bassment
- The Black Eyed Peas: Behind the Front
- The Smashing Pumpkins: Adore
- TNT: Bumm Bumm
- Szörényi Levente-Rost Andrea - Mindig veled
- System of a Down: System of a Down
- Shakira: ¿Dónde están los ladrones?
- Simply Red: Blue
- Tanita Tikaram: The Cappuccino Songs
- Unisex: Unimix
- Vengaboys: Up & Down – The Party Album
- V-Tech: Vétkezz velem
- V.I.P.: Keresem a lányt
- Whitney Houston: My Love Is Your Love
- Zámbó Jimmy: Fogadj Örökbe

## Születések
- január 23. – XXXTentacion, amerikai rapper († 2018)
- február 3. – Jang Hao ifjúsági olimpiai bajnok kínai műugró
- február 15. – George Russell brit autóversenyző
- március 13. – Liu Shaoang olimpiai bajnok magyar rövidpályás gyorskorcsolyázó
- március 24. – Ethel Cain amerikai énekesnő, dalszerző
- május 29. – Austin Reaves német-amerikai kosárlabdázó
- június 7. – Damian Chrzanowski lengyel úszó
- június 10. – Nyikita Dmitrijevics Slejher orosz műugró
- június 21. – Róland Toftum feröeri úszó
- június 29. – Michael Porter Jr. amerikai kosárlabdázó
- július 8. – Jaden Smith amerikai színész
- július 12. – Shai Gilgeous-Alexander kanadai kosárlabdázó
- július 22. – Federico Valverde uruguayi labdarúgó
- augusztus 7. – Süli Richárd atléta
- augusztus 8. – Shawn Mendes kanadai énekes, dalszerző
- november 23. – Bradley Steven Perry amerikai színész
- november 29. – Hirano Ajumu olimpiai ezüstérmes japán hódeszkás
- december 14. – Lonnie Walker IV amerikai kosárlabdázó
- december 20. – Kylian Mbappé világbajnok francia labdarúgó
- december 22. – G. Hannelius amerikai-svéd színésznő

## Nobel-díjak
| Fizikai            | Horst L. Störmer német, Robert Betts Laughlin és Daniel C. Tsui amerikai fizikusok                                |
| Kémiai             | Walter Kohn amerikai és John A. Pople angol kémikusok                                                             |
| Orvosi-fiziológiai | Robert F. Furchgott, Louis J. Ignarro és Ferid Murad amerikai orvosok                                             |
| Irodalmi           | José Saramago portugál prózaíró                                                                                   |
| Béke               | John Hume és David Trimble angol politikusoknak „az észak-írországi konfliktus békés megoldásainak támogatásáért” |
| Közgazdasági       | Amartya Sen indiai közgazdász                                                                                     |